# Lago di Cauma
Il lago di Cauma (in romancio Lag la Cauma o Lai da Cauma, in tedesco Caumasee) è un lago situato vicino a Flims, nel cantone svizzero dei Grigioni. Il lago è alimentato da fonti sotterranee. La sua superficie è di 10.3194 ha. Si trova a circa 997 metri di altezza ed è raggiungibile attraverso una funicolare appositamente costruita.

## Nome
Il significato del nome deriva dalla parola greco-latino cauma, che significa "calore solare". In romancio, il termine si riferisce anche al luogo di riposo del bestiame durante l'ora di pranzo, quindi nel pieno calore del sole. Tuttavia, la parola ha anche il significato di "posto letto". Caumasee è meglio tradotto come "lago di mezzogiorno".

## Descrizione

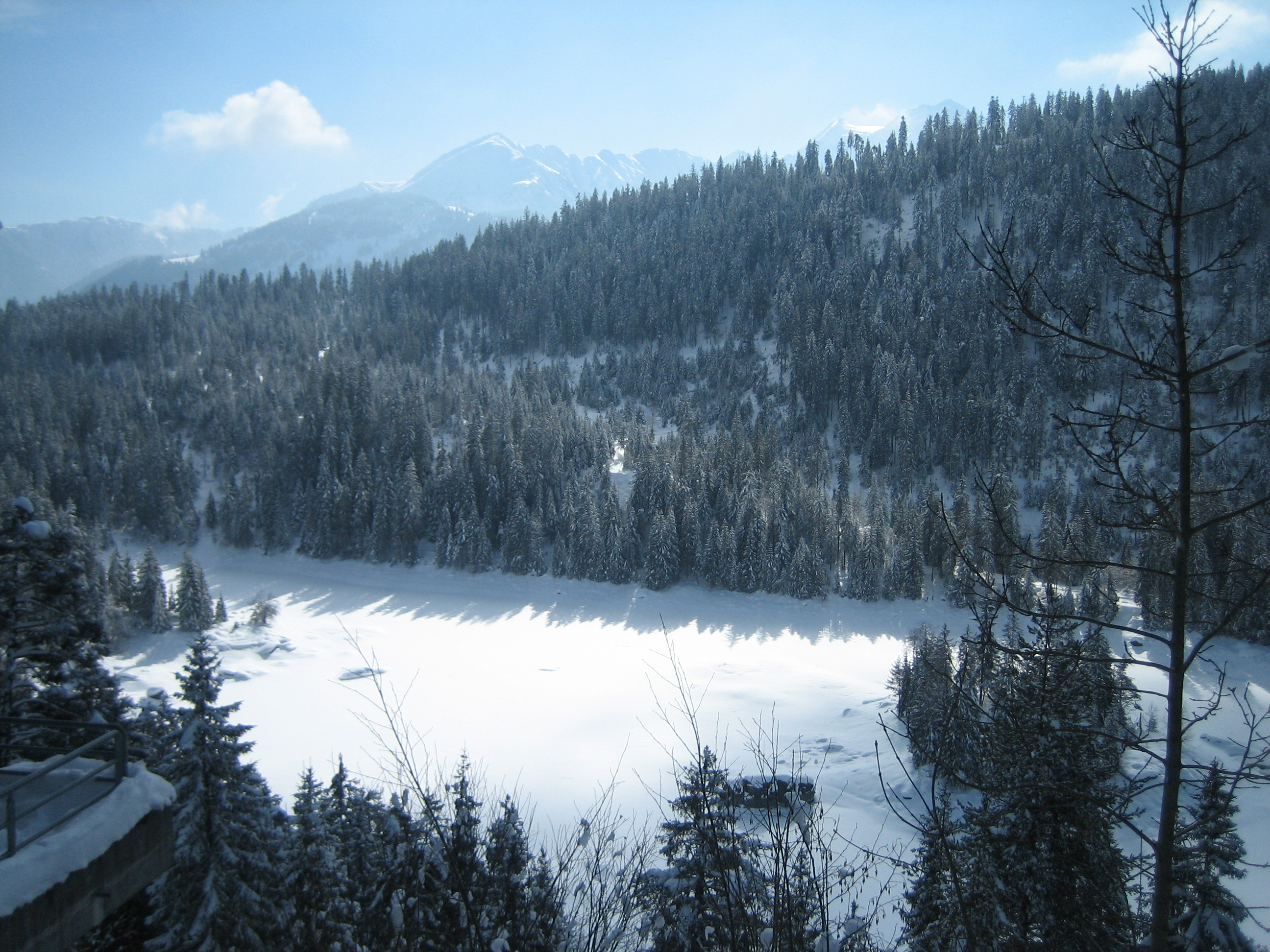
Vista del lago d'inverno quando è ghiacciato

Il livello dell'acqua del lago varia da circa 4 a 5 metri con il flusso idrico sotterraneo che è variabile durante l'anno, raggiungendo il suo minimo nella fine di aprile quando aumenta lo scioglimento delle nevi in montagna. Il livello massimo è raggiunto a metà luglio, ma può essere superato ad agosto a causa delle piogge estive.

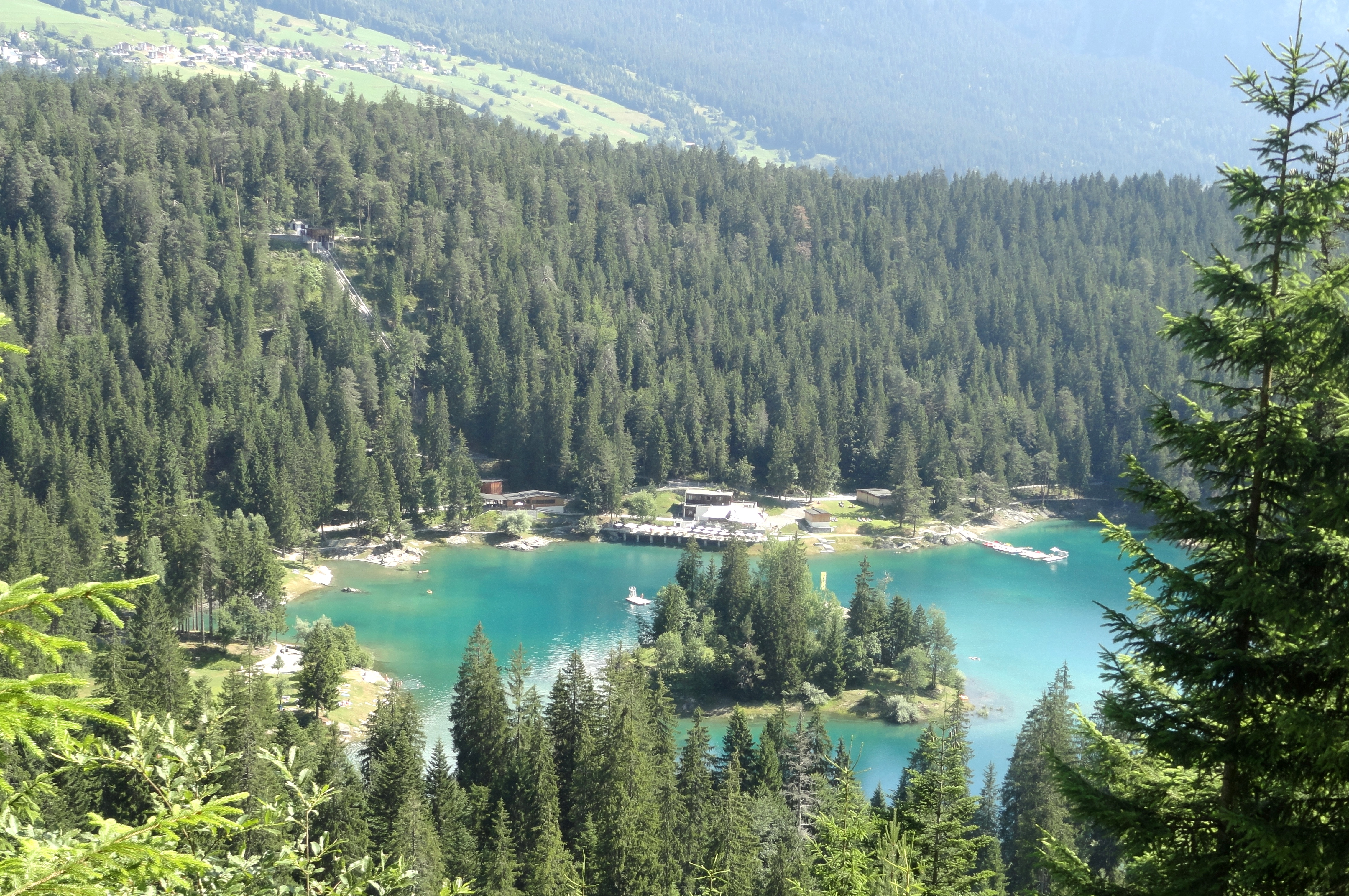
Vista panoramica dall'alto del lago

Quando il lago ha un livello delle acque basso, si riscalda molto prima della maggior parte dei laghi della regione, mentre i laghi più grandi anche nelle zone a altitudine più basse della Svizzera rimangono piuttosto freddi. La temperatura dell'acqua in estate è in media di 21 gradi Celsius, con un massimo di circa 24 gradi Celsius.

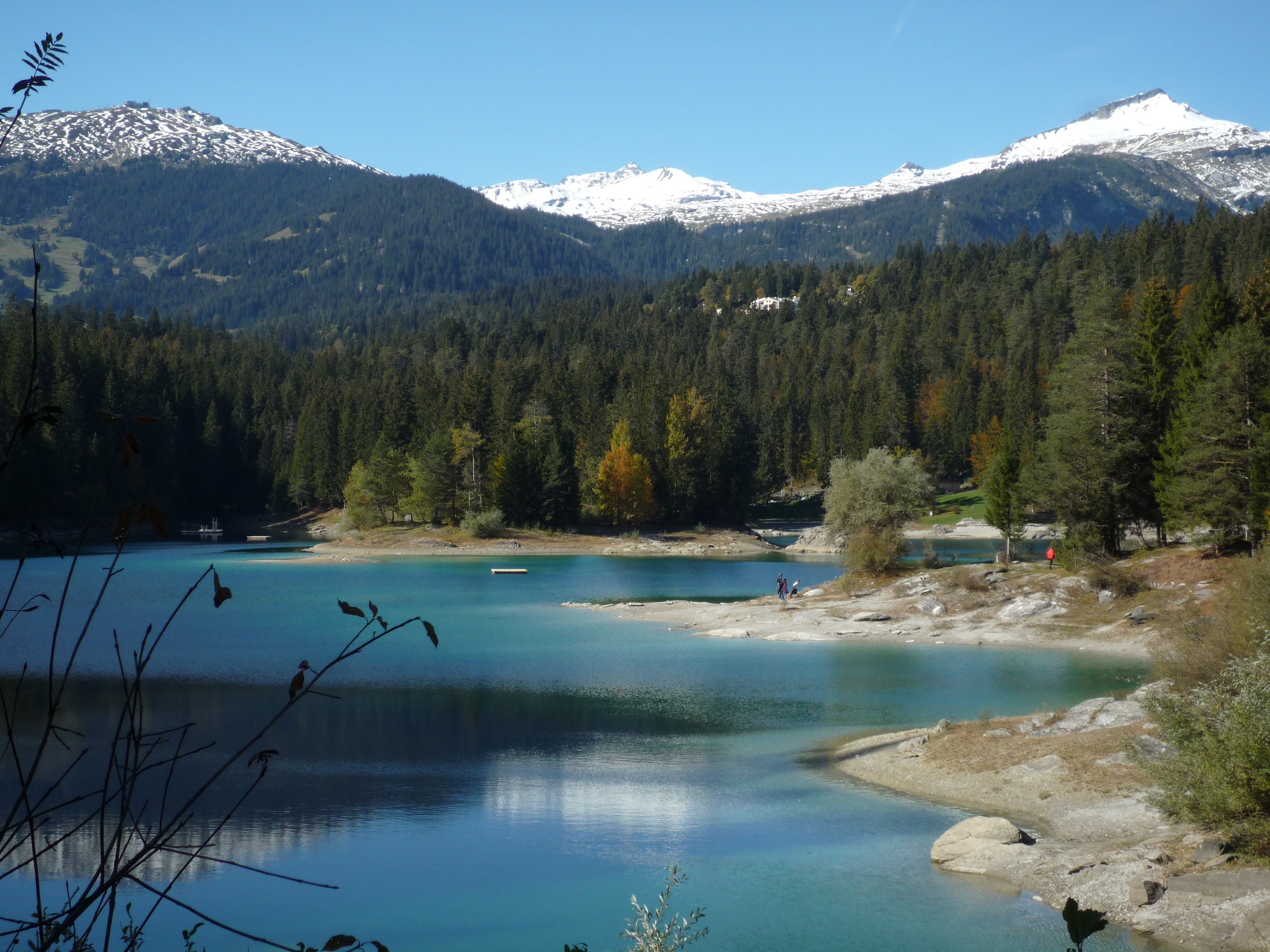
Vista dalla riva del lago

Il lago si trova immerso in un'enorme foresta e può essere raggiunta solo da un sentiero, o anche utilizzando una funicolare costruita nel 1939 e ristrutturata nel 1988. La passeggiata dal bordo della città alla funicolare dura circa 10 minuti.